# (543454) 2014 HZ199
(543454) 2014 HZ199 ist ein großes transneptunisches Objekt im Kuipergürtel, das bahndynamisch als erweitertes Scattered Disk Object oder als Cubewano eingestuft wird. Aufgrund seiner Größe ist der Asteroid ein Zwergplanetenkandidat.

## Entdeckung
(543454) 2014 HZ199 wurde am 29. April 2014 von einem Astronomenteam, bestehend aus B. Gibson, T. Goggia, N. Primak, A. Schultz und M. Willman, im Rahmen des Pan-STARRS-Projekts mit dem 1,8-m-Ritchey-Chretien-Teleskop (PS1) am Haleakalā-Observatorium (Maui) entdeckt. Die Entdeckung wurde am 17. Juli 2016 bekanntgegeben.
Nach seiner Entdeckung ließ sich (543454) 2014 HZ199 auf Fotos bis zum 11. April 2002, die im Rahmen des Near-Earth-Asteroid-Tracking-Programmes am Palomar-Observatorium gemacht wurden, zurückgehend identifizieren und so seinen Beobachtungszeitraum um 12 Jahre verlängern, um so seine Umlaufbahn genauer zu berechnen. Im September 2018 lagen insgesamt 265 Beobachtungen über einen Zeitraum von 17 Jahren vor. Die bisher letzte Beobachtung wurde im April 2018 ebenfalls im Rahmen des Pan-STARRS-Projekts durchgeführt. (Stand 25. Februar 2019)

## Eigenschaften

### Umlaufbahn
(543454) 2014 HZ199 umkreist die Sonne in 285,57 Jahren auf einer leicht elliptischen Umlaufbahn zwischen 36,64 AE und 50,09 AE Abstand zu deren Zentrum. Die Bahnexzentrizität beträgt 0,155, die Bahn ist 27,81° gegenüber der Ekliptik geneigt. Derzeit ist der Planetoid 41,32 AE von der Sonne entfernt. Das Perihel durchlief er das letzte Mal 1968, der nächste Periheldurchlauf dürfte also im Jahre 2254 erfolgen.
Marc Buie (DES) klassifiziert den Planetoiden als erweitertes SDO (ESDO bzw. DO), während das Minor Planet Center ihn als Nicht-SDO und allgemein als «Distant Object» einstuft. Das Johnston’s Archive führt ihn dagegen als Cubewano auf, wobei er zu den bahndynamisch «heißen» klassischen KBO gehören würde.

### Größe und Rotation
Derzeit wird von einem Durchmesser von etwa 479 km ausgegangen, basierend auf einem Rückstrahlvermögen von 7 % und einer absoluten Helligkeit von 5,2 m. Die scheinbare Helligkeit von (543454) 2014 HZ199 beträgt 21,39 m.
Da anzunehmen ist, dass sich (543454) 2014 HZ199 aufgrund seiner Größe im hydrostatischen Gleichgewicht befindet und somit weitgehend rund sein muss, sollte er die Kriterien für eine Einstufung als Zwergplanet erfüllen. Mike Brown geht davon aus, dass es sich bei (543454) 2014 HZ199 um möglicherweise einen Zwergplaneten handelt.
| Jahr                                         | Abmessungen km | Quelle   |
| -------------------------------------------- | -------------- | -------- |
| 2018                                         | 443,0          | Johnston |
| 2018                                         | 479,0          | Brown    |
| Die präziseste Bestimmung ist fett markiert. |                |          |